# Осока пажитницева
Осока пажитницева або осока плівчаста (Carex loliacea) — вид трав'янистих рослин родини тонконогові (Poaceae), поширений від північної й центральної Європи до Японії, Аляски й Канади.

## Опис
Багаторічна рослина 20–40 см завдовжки. Стебла тонкі, після дозрівання плодів часто полягають, при основі зі світло-бурими піхвами. Рослини утворюють вільні килимки. Кореневища довгі, стрункі. Листові пластини блідо-зелені, плоскі, 5–15 см × 1–2 мм. Суцвіття підняті, 1–2.5 см × 4–6 мм. Суцвіття з 2–4 колосків (верхні квітки в колоску жіночі, нижні — чоловічі) 3–5 мм завдовжки; майже кулястих, малоквіткових (2–4 жіночі квітки й 1–2 — чоловічі). Мішечки яйцеподібні або еліптичні, 2.5–3.3 мм завдовжки, бурувато-зелені. Плід — горішок. Розмножується насінням і вегетативно.

## Поширення
Європа: Естонія, Латвія, Литва, Білорусь, Фінляндія, Німеччина, Норвегія, Польща, Росія, Румунія, Швеція, Україна; Азія: Далекий Схід, Сибір, Японія, Казахстан, Корея, пн. Монголія, Хейлунцзян — Китай; Північна Америка: Аляска, Канада.
В Україні зростає у Карпатах: Чивчино-Гринявські гори, Чернівецька область. Входить до переліків видів, які перебувають під загрозою зникнення на територіях Закарпатської й Чернівецької областей.